# Jacek Korchowiec
Jacek Grzegorz Korchowiec – polski chemik, profesor nauk chemicznych.

## Życiorys
W 1987 ukończył studia chemiczne na Uniwersytecie Jagiellońskim, w 1992 obronił pracę doktorską pt. Analiza podatnościowa rozkładu ładunków i jej zastosowania, której promotorem był prof. Roman Nalewajski, w 2003 habilitował się. W 2014 uzyskał tytuł profesora nauk chemicznych.
Jest pracownikiem naukowym w Zakładzie Chemii Teoretycznej im. prof. K. Gumińskiego na Wydziale Chemii Uniwersytetu Jagiellońskiego.
Należy do Rady Dyscypliny Naukowej - Nauk Chemicznych UJ.